# Евгени Манев
Евгени Петров Манев е български офицер, генерал-майор.

## Биография
Роден е на 14 март 1954 г. в Русе. Завършва основно образование в русенското село Долна Студена, а средно в Техникума по електротехника в Русе през 1973 г. Първите му стъпки в авиацията са като ученик, когато започва да скача с парашут, а след това и да взема курсове по моторно летене. В периода 1973 – 1978 г. учи във Висшето народно военновъздушното училище „Георги Бенковски“ в гр. Долна Митрополия.
Впоследствие, офицерската служба започва през 1978 г. в Деветнадесети изтребителен авиополк, базиран на летище Граф Игнатиево. Бил е началник-щаб на изтребителна авиоескадрила. През 1985 г. завършва Военната академия в София със златен медал. След това е заместник-командир на изтребителна авиоескадрила, а от 1986 г. и командир на ескадрилата. От 1988 г. е заместник-командир на Петнадесети изтребителен авиополк в с. Равнец. В периода 1992 – 1994 г. е командир на авиационния полк. След това до 1996 г. е инспектор по техниката на пилотиране в отдел „Бойна подготовка“ в щаба на ВВС. През 1999 г. завършва генералщабната академия на Военновъздушните сили на САЩ във военната база „Максуел“. На 7 юли 2000 г. е назначен за командир на Трета изтребителна авиобаза. На 28 април 2001 г. е удостоен с висше военно звание бригаден генерал. На 6 юни 2002 г. е освободен от длъжността командир на 3-та изтребителна авиационна база и назначен за командир на корпус „Тактическа авиация“.
На 25 април 2003 г. е освободен от длъжността командир на корпус „Тактическа авиация“, назначен за началник на Военната академия „Г. С. Раковски“ и удостоен с висше военно звание генерал-майор. От 2004 до 2008 г. е национален представител на България в програмата AGS на НАТО. На 4 май 2005 г. е назначен за началник на Военна академия „Г. С. Раковски“, като на 25 април 2006 г. е преназначен на тази длъжност, считано от 1 юни 2006 г. На 21 април 2008 г. е освободен от длъжността началник на Военната академия „Г. С. Раковски“, считано от 1 юни 2008 г.
Награждаван е с награден знак „За вярна служба под знамената“ – І степен.

## Образование
- Техникум по електротехника, Русе – до 1973
- Военновъздушно училище „Георги Бенковски“ – 1973 – 1978 г.
- Военната академия „Г.С.Раковски“ – до 1985
- Генералщабната академия на Военновъздушните сили на САЩ „Максуел“ – до 1999

Учен номер 36057, доктор по „Военнополитически проблеми на сигурността“  с профил обучаване по национална сигурност. 
| Академична длъжност | Организация                                                | Професионално направление | Дата на сключване | Номер на акт за назначаване | Факс | Допълнителна информация |
| ------------------- | ---------------------------------------------------------- | ------------------------- | ----------------- | --------------------------- | ---- | ----------------------- |
| Професор            | Университет по библиотекознание и информационни технологии | Национална сигурност      | 16.10.2012        | 362                         |      |                         |
| Професор            | Университет по библиотекознание и информационни технологии |                           | 17.10.2010        |                             |      |                         |
| Доцент              | Военна академия „Г. С. Раковски“ – София                   |                           | 27.02.2008        |                             |      |                         |